# Audrey Meadows
Audrey Meadows (ur. 8 lutego 1922 w Wuchang, zm. 3 lutego 1996) – amerykańska aktorka filmowa i telewizyjna.

## Filmografia
seriale
- 1950: Pulitzer Prize Playhouse
- 1953: General Electric Theater jako Connie Marlowe
- 1955-1956: The Honeymooners jako Alice Kramden, żona Ralpha
- 1962: Sam Benedict jako dr Carrie Morton
- 1980: Too Close for Comfort jako Iris Martin
- 1994: Prawo Burke’a jako Georgia Stark

film
- 1962: Powiew luksusu jako Connie Emerson
- 1967: Rosie! jako Mildred Deever
- 1978: The Honeymooners Valentine Special jako Alice Kramden
- 1988: The Johnsons Are Home jako ciotka Lunar

## Nagrody i nominacje
Została uhonorowana nagrodą Emmy i trzykrotnie otrzymała nominację do tej nagrody. Ma swoją gwiazdę w Hollywoodzkiej Alei Gwiazd.